# Курячий, Максим Павлович
Курячий Максим Павлович (род. 8 ноября 1979, Павлоград, Днепропетровская область) — украинский политик, народный депутат Украины VIII созыва.
25 декабря 2018 года был включён в список лиц, в отношении которых Россия ввела санкции.

## Образование
- 1997 год — окончил с золотой медалью среднюю школу № 8 города Павлоград.[2]
- 2002 год — окончил юридический факультет Днепропетровского национального университета имени Олеся Гончара. Специальность — юрист.[3]
- 2005 год — окончил Днепропетровский национальный университет имени Олеся Гончара. Специальность — государственная служба; квалификация — магистр в области государственного управления.[4]

## Карьера
- 2001—2006 годы — член исполнительного комитета Красногвардейского районного совета города Днепр — юрисконсульт.
- 2006—2010 годы — член Красногвардейского районного совета города Днепр по вопросам деятельности исполнительных органов — заместитель председателя.
- 2010—2014 годы — член аппарата Верховной Рады Украины — помощник-консультант народного депутата Украины.
- 2010—2014 годы — днепропетровский городской совет — депутат VI созыва, председатель фракции ВО «Батькивщина».
- С 27 ноября 2014 года по 29 августа 2019 года — народный депутат Украины VIII созыва.[5][4]

## Членство в депутатских группах
- Председатель подкомитета по вопросам правового обеспечения деятельности налоговых органов и предотвращения правонарушений на таможне Комитета Верховной Рады Украины по вопросам налоговой и таможенной политики.[6]
- Член Украинской части Парламентской ассамблеи Украины и Республики Польша.[7]
- Член Исполнительного комитета Национальной парламентской группы в Межпарламентском Союзе.[8]
- Руководитель группы по межпарламентским связям с Азербайджанской Республикой.[9]
- Руководитель группы по межпарламентским связям с Королевством Дания.[10]
- Секретарь группы по межпарламентским связям с Федеративной Республикой Бразилия.[11]
- Секретарь группы по межпарламентским связям с Черногорией.[12]
- Член группы по межпарламентским связям с Соединенными Штатами Америки.[13]
- Член группы по межпарламентским связям с Китайской Народной Республикой.[14]
- Член группы по межпарламентским связям с Государством Израиль.[15]
- Член группы по межпарламентским связям с Республикой Польша.[16]

## Семья
- Сын — Курячий Михаил Максимович[17]